# Hemitriakis leucoperiptera
Hemitriakis leucoperiptera är en hajart som beskrevs av Herre 1923. Hemitriakis leucoperiptera ingår i släktet Hemitriakis och familjen hundhajar. IUCN kategoriserar arten globalt som starkt hotad. Inga underarter finns listade i Catalogue of Life.